# Trattamento di fine servizio
Il trattamento di fine servizio (TFS), in Italia è una indennità corrisposta, alla fine del rapporto di lavoro, ai dipendenti pubblici statali assunti prima del 1º gennaio 2001. Per i dipendenti degli enti locali è talvolta detta "indennità di fine servizio".
L'indennità è disciplinata dal Decreto del presidente della Repubblica 29 dicembre 1973, n. 1032.

## Descrizione

### Caratteristiche generali
Rispetto al TFR (natura contributiva), il TFS ha carattere non solo di salario differito (natura retributiva), ma ha anche carattere previdenziale. Infatti, mentre nel   TFS l'accantonamento è a carico del datore di lavoro, nel TFR i contributi previdenziali vengono versati per il 7,10% dal datore di lavoro e per il 2,50% dal dipendente (sulla base imponibile dell'80% delle voci stipendiali utili). Il TFR non ha alcun rapporto con la retribuzione in essere al momento della risoluzione del rapporto di lavoro, mentre il TFS si calcola sull'ultima retribuzione integralmente percepita.

### Personale destinatario
Ha diritto all'indennità di buonuscita - gestito ora dall'INPS - il personale civile e militare dello Stato, assunto a tempo indeterminato entro il 31/12/2000.

Oggi per i comparti del pubblico impiego contrattualizzato, assunti dopo il 31/12/2000, come disposto dal D.P.C.M. del 20/12/1999, è stata sostituita dal trattamento di fine rapporto, mentre continua ad esistere per quelle categorie di personale cosiddette non contrattualizzate (militari, docenti e ricercatori universitari, magistrati, avvocati e procuratori dello Stato) anche successivamente assunti dopo la data del 31/12/2000.

### Periodi computabili ai fini del riscatto
Possono essere riscattati, e quindi considerati utili, i periodi di cui è prevista la computabilità come servizio effettivo ai fini del trattamento di quiescenza dei dipendenti dello Stato, come, per esempio, il servizio militare e la durata legale dei periodi di studio universitari. Non sono validi e quindi non valutabili i periodi resi alle dipendenze di privati.

### Procedimento di liquidazione
La domanda di riscatto deve essere presentata dall'interessato all'ente che lo amministra, il quale tramite la redazione di un questionario di riscatto (modello PR1) certifica i dati anagrafici (stabilire l'età anagrafica all'atto della domanda ed il limite massimo di età per il raggiungimento alla pensione per limiti di età, che determinano il coefficiente età) lo stipendio in godimento comprensivo di tredicesima, e la certificazione che il periodo richiesto sia effettivamente valutabile ai fini del servizio utile del TFS, inoltre accerta la assunzione a protocollo della richiesta, inviando il questionario alla sede INPS nella provincia in cui il lavoratore presta la propria attività.
Il tutto deve verificarsi entro 6 mesi dalla data di presentazione della domanda, decorso tale periodo l'INPS applica gli interessi moratori. La sede INPS delibera il periodo richiesto stabilendo il coefficiente età anagrafico, lo stipendio annuo lordo, ed il numero delle rate determinando appunto il costo del riscatto senza interessi (da versare in unica soluzione) oppure la rata comprensiva degli interessi (trattasi di oneri deducibili interamente dall'imponibile da assoggettare ad Irpef che l'interessato recupererà eventualmente sulla dichiarazione dei redditi. NB, alcune amministrazioni nella rateizzazione del contributo di riscatto applicano la deducibilità immediatamente con inizio dalla prima rata, per cui nel caso di rateizzazione è possibile che l'interessato non debba dichiarare detta deducibilità per non ripetere la percezione del beneficio).
Giova precisare che l'iscritto (lavoratore) ha tempo 3 mesi per fare ricorso dalla data di notifica della delibera, mentre l'amministrazione ha tempo un anno. La domanda di riscatto decade quando presentata non in attività di servizio (cosiddetta decadenza del diritto), particolarmente importante in alcuni casi è la data di assunzione a protocollo che potrebbe arrecare pregiudizio all'esito del riconoscimento.
Il trattamento di fine servizio viene liquidato d'ufficio al dipendente statale ed ai suoi superstiti, ed il diritto si prescrive in cinque anni.

### Corresponsione anticipata
Il personale militare può richiedere (ha facoltà) la liquidazione del TFS al raggiungimento del limite di età, sebbene trattenuto o richiamato in servizio. Tale liquidazione qualora il militare sia stato trattenuto o richiamato in servizio, viene considerato come un'anticipazione della liquidazione TFS, pertanto al raggiungimento dell'effettiva cessazione dal servizio vengono detratti gli interessi (4,25%) calcolati dal giorno di erogazione del TFS.
Il personale civile ha diritto alla liquidazione del TFS soltanto alla data di cessazione dal servizio o richiamo.
L'articolo 26 del DPR 1032/1973, non consente alcuna anticipazione del TFS, tuttavia la legge 8 marzo 2000, n. 53, (con la dizione indennità equipollenti) rese ciò fattibile rinviando il tutto al Ministero della Funzione Pubblica, che alla data odierna non ha ancora reso praticabile tale anticipazione.

#### Corresponsione anticipata per cause risolutive del rapporto di lavoro
Nel caso di dimissioni con un servizio contributivo pensionistico inferiore a 40 anni o di decadenza dall'impiego, la liquidazione del trattamento di fine servizio viene differita di sei mesi, ed ulteriori tre mesi a discrezione dalla sede Inpdap competente. Decorso il nono mese dalla cessazione dal servizio, unitamente alla liquidazione del TFS, all'interessato vanno riconosciuti d'ufficio, gli interessi legali.
Nel caso di decesso o raggiunti limiti di età oppure sopraggiunta invalidità a prescindere dalla dipendenza o meno da causa di servizio, o una contribuzione pensionistica pari o maggiore a 39 anni 11 mesi e 16 giorni (40 anni), il TFS viene erogato entro il terzo mese dalla data di cessazione dal servizio, ed eventuali ritardi che non siano riconducibili a fatti/omissioni compiuti dall'interessato o dagli eredi, devono essere attribuiti D'UFFICIO, comprensivo degli interessi legali per ritardato pagamento.

### Il TFR nel Pubblico impiego
Sono stati assoggettati al regime di TFR (Trattamento di fine rapporto) di cui alla legge n. 297 del 29 maggio 1982- in attuazione del D.P.C.M. 20/12/1999 - i dipendenti pubblici assunti con contratto a tempo determinato in servizio al 30 maggio 2000, i dipendenti assunti in data successiva al 30 maggio 2000 con contratto della durata minima di 15 giorni continuativi nel mese ed il personale a tempo indeterminato assunto con decorrenza dal 1º gennaio 2001.
Con il decreto legislativo 5 dicembre 2005 n. 252 è stata emanata la nuova riforma della previdenza complementare con la quale si regola la destinazione del TFR ai fondi pensione complementari, tramite il meccanismo del silenzio-assenso.

## Esempi di calcolo

### Personale dei Ministeri
Il trattamento di fine servizio viene così calcolato per il personale ministeriale:
(ultima retribuzione+retribuzione individuale di anzianità+indennità integrativa speciale (ridotta al 60% dalla legge 29 gennaio 1994, n. 87) conglobata + indennità di amministrazione) x (anni utili) x 0,80.

### Personale del comparto Scuola
Viene calcolato:
(ultima retribuzione + indennità integrativa speciale conglobata e ridotta al 60% L.87/1994) x (anni utili) x 0,80
(non vengono considerati, per ora, la retribuzione professionale docenti e le ore eccedenti l'orario di cattedra)
- Formula (rapida) per ottenere il TFS al lordo: Stipendio annuo lordo (comprensivo di tutte le voci tassativamente riconosciute valide ai fini della buonuscita dalla Legge che le ha introdotte e tredicesima) x (moltiplicato) anni utili: (diviso) 15 (numero fisso).